# Elías Querejeta
Elías Querejeta Gárate (Hernani, Guipúzcoa, 27 de octubre de 1934 - Madrid, 9 de junio de 2013) fue un futbolista y productor de cine español. Trabajó también como guionista y documentalista. En su juventud jugó en la Real Sociedad y en la Primera división española.
Según el crítico cinematográfico Gregorio Belinchón,  «si alguien se ha ganado a pulso el calificativo de "El Productor", el título de gran creador del cine español, y desde luego uno de los más prestigiosos hoy del cine europeo es Elías Querejeta, [...] el legado de Querejeta es fundamental para entender lo que fue el gran cine de autor durante casi medio siglo en Europa, y para que las jóvenes generaciones entiendan lo importante que es un productor; cómo un cineasta como Querejeta empujó y engrandeció la carrera de directores como Carlos Saura, Jaime Chávarri, Emilio Martínez Lázaro, Fernando León, Víctor Erice y de su hija Gracia Querejeta, además de apostar en el documental con los filmes de Eterio Ortega».

## Biografía

### Primeros años
Nacido en 1934, era hijo del político franquista Elías Querejeta Insausti. En su juventud fue un futbolista de élite, aunque compaginó esta actividad con estudios de química y derecho. Jugó como delantero en la Real Sociedad de Fútbol durante 6 temporadas entre 1952 y 1958. Debutó muy joven; el 5 de abril de 1953, con solo 18 años, jugó su primer partido en la Primera división española. Su carrera como futbolista fue bastante irregular ya que en 6 años disputó sólo 41 partidos con la Real y marcó 6 goles; 39 de los partidos y 5 de los goles fueron en la Primera división española. De su carrera futbolística es recordado principalmente un gran gol que marcó el 9 de octubre de 1955 en el Estadio de Atocha al Real Madrid de Di Stéfano. Ese gol valió la victoria a la Real. En 1958 decidió dejar el mundo del fútbol prematuramente, con solo 23 años y se marchó de su Guipúzcoa natal a Madrid para dedicarse profesionalmente al cine, su gran pasión.

### Carrera cinematográfica
En 1961 funda su primera compañía, Laponia Films, y apenas tres años más tarde, en 1964 crea Elías Querejeta P.C., compañía mediante la cual produjo más de cincuenta películas, de las que una buena parte contribuyeron a la renovación de los temas y las formas del cine español del tardofranquismo y la transición. Continuó su labor produciendo películas de Fernando León de Aranoa (Familia y Barrio) y de su hija, Gracia Querejeta (Una estación de paso, El último viaje de Robert Rylands y Cuando vuelvas a mi lado).
Pero sin duda, su más importante contribución al cine radica en las producciones que hizo para filmes de Carlos Saura, Víctor Erice, Manuel Gutiérrez Aragón o Julio Medem. Con respecto al primero, creó, junto con el director aragonés, un cine que analizaba con rigor intelectual la sociedad española del franquismo, todavía no recuperada de las heridas producidas por una situación social y moral represora. Con un estilo a veces críptico, estas películas denunciaban la situación política y social, consiguiendo burlar los mecanismos de censura de la época. Así figuran como hitos del cine de Saura y Querejeta La caza (1965), que obtuvo el premio al Mejor Director en el Festival Internacional de Cine de Berlín; Peppermint frappé (1967), premiada con el Oso de Plata en dicho festival; Stress es tres, tres (1968), junto con La madriguera (1969) y El jardín de las delicias (1970), hacían un repaso de los problemas de pareja en la época.
Una de las claves de su éxito fue la organización de un equipo de trabajo estable, entre los que destacaban el director de producción Primitivo Álvaro, el montador Pablo G. del Amo, el compositor Luis de Pablo o los directores de fotografía Luis Cuadrado y Teo Escamilla, que le permitió consolidar un estilo de producción distinguido por el alto nivel de calidad de sus películas, con frecuencia galardonadas en festivales internacionales.
Ana y los lobos (1972), La prima Angélica (1973) y Cría cuervos (1975), estas dos últimas galardonadas con el Premio del Jurado en el Festival de Cannes, podrían considerarse una disección de la familia en la España del tardofranquismo. Elisa, vida mía (1977), quizá la película más ambiciosa en su incisiva reflexión sobre los límites de la enunciación de la voz narradora en el cine. Con Los ojos vendados (1978), Mamá cumple cien años (1979), Deprisa, deprisa (1980), Oso de Oro en el Festival de Berlín y Dulces horas (1981) finalizaría su colaboración con Saura.
También produjo una de las obras maestras del cine español, del director Víctor Erice, El espíritu de la colmena, película que fue premiada en el Festival Internacional de Cine de San Sebastián de 1973 con la Concha de Oro a la Mejor Película.
En enero de 2007 produjo Noticias de una guerra, en la que se seleccionaron imágenes de archivos españoles y extranjeros para contar la historia de la guerra civil española.
Entre sus premios destaca la medalla de oro de la Academia de Ciencias Cinematográficas española, que recibió en 1998.
El 9 de junio de 2013 falleció en su casa en Madrid de cáncer de pulmón.

### Vida personal
Querejeta se casó con la diseñadora de vestuario María del Carmen Marín con la que tuvo una hija, la cineasta Gracia Querejeta.
Estuvo unido sentimentalmente con la actriz Amparo Muñoz. Poco antes de que falleciera en febrero de 2011, la propia Amparo confesó: «Querejeta fue una de las poquísimas personas que se preocuparon por mí cuando caí enferma. Eso no lo podré olvidar», aseguraba. «Estuvo a mi lado en los momentos buenos, pero también en los malos». Elías, eso sí, siempre llevó su relación de forma discreta, aunque sin ocultarse.

## Filmografía

### Director
- Cerca de tus ojos (2009).

Codirigió junto con Antonio Eceiza dos cortos documentales:
- A través del fútbol (1962).
- A través de San Sebastián (1960).

### Guionista
- El agua de la vida (2008).
- Goodbye, América (2006).
- Noticias de una guerra (2006).
- Perseguidos (2004).
- Asesinato en febrero (2001).
- La espalda del mundo (2000).
- Cuando vuelvas a mi lado (1999).
- El último viaje de Robert Rylands (1996).
- Una estación de paso (1992).
- 27 horas (1986).
- Feroz (1984).
- Dedicatoria (1980).
- Las palabras de Max (1978).
- A un dios desconocido (1977).
- Pascual Duarte (1976).
- De cuerpo presente (1967).
- Último encuentro (1967).
- Los inocentes (1963).
- A través del fútbol (1962).
- A través de San Sebastián (1960).

### Productor
- Cerca de tus ojos (2009).
- El agua de la vida (2008).
- Buscarse la vida (2007).
- Siete mesas de billar francés (2007).
- Goodbye, América (2006).
- Noticias de una guerra (2006).
- Avant l'oubli (2005) (coproductor).
- Invierno en Bagdad (2005).
- Condenados al corredor (2003).
- Los lunes al sol (2002).
- Asesinato en febrero (2001).
- La espalda del mundo (2000).
- Cuando vuelvas a mi lado (1999).
- Barrio (1998).
- Shampoo Horns (1998).
- Familia (1996).
- El último viaje de Robert Rylands (1996).
- La ciudad de los niños perdidos (La cité des enfants perdus) (1995).
- Historias del Kronen (1995).
- El aliento del diablo (1993).
- Una estación de paso (1992).
- Las cartas de Alou (1990).
- El número marcado (1989).
- 27 horas (1986).
- Tasio (1984).
- Feroz (1984).
- El sur (1983).
- Dulces horas (1982).
- Deprisa, deprisa (1981).
- Dedicatoria (1980).
- Los primeros metros (1980).
- Mamá cumple cien años (1979).
- Los ojos vendados (1978).
- Las palabras de Max (1978).
- A un dios desconocido (1977).
- Elisa, vida mía (1977).
- El desencanto (1976).
- Pascual Duarte (1976).
- Cría cuervos (1976).
- El increíble aumento del coste de la vida (1976).
- La prima Angélica (1974).
- El espíritu de la colmena (1973).
- La banda de Jaider (Verflucht, dies Amerika) (1973).
- Ana y los lobos (1973).
- Carta de amor de un asesino (1972).
- El jardín de las delicias (1970).
- Las secretas intenciones (1970).
- Los desafíos (1969).
- La madriguera (1969).
- Stress es tres, tres (1968).
- Si volvemos a vernos (1968).
- Peppermint frappé (1967).
- De cuerpo presente (1967).
- El próximo otoño (1967).
- Último encuentro (1967).
- La caza (1966).
- Noche de verano (1962).

## Premios
Medallas del Círculo de Escritores Cinematográficos
| Año  | Categoría          | Película                  | Resultado |
| ---- | ------------------ | ------------------------- | --------- |
| 1960 | Mejor cortometraje | A través de San Sebastián | Ganador   |
| 2002 | Mejor película     | Los lunes al sol          | Ganador   |
| 2004 | Mejor película     | Héctor                    | Ganador   |
| 2004 | Medalla de honor   |                           | Ganador   |

Festival Internacional de Cine de San Sebastián
| Año  | Categoría       | Película | Resultado |
| ---- | --------------- | -------- | --------- |
| 2011 | Premio Zinemira | -        | Ganador   |